# Колман, Джордж
Джордж Ко́лман Старший (George Colman the Elder, иногда George the First; апрель 1732 года, Флоренция — 14 октября 1794 года, Лондон) — английский драматург и эссеист.

## Биография
Во время учёбы в Оксфорде познакомился с пародистом Торнтоном, вместе с которым основал и в течение двух лет издавал еженедельную сатирическую газету англ. The Connoisseur. 

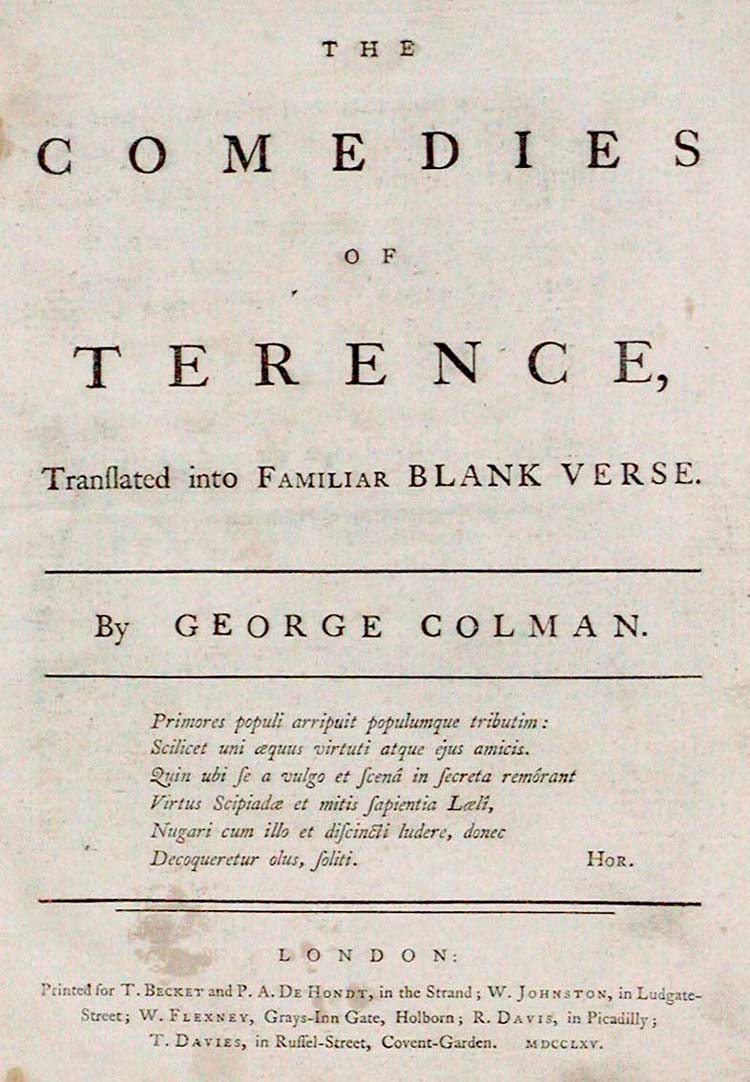
Комедии Теренция в переводе Колмана

По окончании университета всецело отдался литературе. Его первые две пьесы англ. Polly Honeycombe и англ. The Jealous Wife подражательны, но написаны были блестяще и потому имели громадный успех. Получив в наследство большое состояние, он стал директором театра Ковент-Гарден, затем Haymarket и поднял оба театра на чрезвычайно высокий уровень. Однако в 1789 году он заболел психически и умер в доме умалишённых 14 октября 1794 года.
Джордж Колман написал 35 пьес, из которых, помимо названных, интересна комедия англ. Clandestine Marriage, написанная совместно с Дэвидом Гарриком. Кроме того, Колман сделал множество переводов Теренция, Плавта, Горация и опубликовал в 1778 году пьесы Бомонта и Флетчера. В 1777 году появилось неполное собрание его драматических произведений в четырёх томах. Биографический интерес представляют «Prose on several occasions, with some pieces in verse by G. С.» (Л., 1787, 3 т.) и «Some particulars of the life of G. С.» (Л., 1795).
Творческие традиции Джорджа Колмана продолжил его сын Джордж Колман Младший — автор большого количества комедий.